# Pollution radioactive
La Pollution radioactive est définie par une norme ISO 11074-4, reprise par le nouveau (2011) Guide sur la Gestion des sites potentiellement pollués par des substances radioactives. Il s'agit de l'« Introduction, directe ou indirecte, par l’activité humaine, de substances radioactives dans l'environnement, susceptibles de contribuer ou de causer un danger pour la santé de l’homme, des détériorations aux ressources biologiques, aux écosystèmes ou aux biens matériels, une entrave à un usage légitime de l’environnement ».
On parle de « Radioactivité naturelle renforcée » (NORM/TENORM) pour désigner les « Matières premières naturellement riches en radionucléides exploitées pour leurs propriétés non radioactives (naturally occuring radioactive material). Les procédés industriels mis en œuvre peuvent contribuer à augmenter l’activité massique ou volumique des radioéléments jusqu’à atteindre des niveaux qui nécessitent la mise en place de précautions spéciales (Technologically enhanced naturally occuring radioactive material). À titre d’exemple, il s’agit de la production d’engrais phosphatés, de la combustion de charbon en centrale thermique, les établissements thermaux… ».
Les mines produisant des radionucléïdes, les Installations Nucléaires de Base (INB), Installations classées pour la protection de l'environnement (ICPE) sont soumises à des dispositions spécifiques qui peuvent varier selon les pays.

## Enjeux
Ce sont des enjeux de santé publique et de santé environnementale, et plus largement environnementaux, mais aussi d'information et d'implication des parties prenantes, qui s'évaluent via des diagnostics et évaluations environnementales, quantitatives (des expositions radiologiques et à la toxicité chimique des radionucléides).
Ils concernent à la fois l'évaluation des risques (immédiats et différés, dans l'espace et le temps), ce qui implique de considérer la toxicité chimique et la décroissance radioactive au regard d'éventuels phénomènes de bioconcentration, bioturbation et au regard des voies de transferts existantes ou potentielles dans le futur, dont accidentelles. « L’identification des voies de transfert actives participe à la définition du périmètre sur lequel la démarche de gestion doit être conduite. Il peut être largement supérieur aux limites foncières du lieu sur lequel a été mise en œuvre l’activité à l’origine de la pollution. Il pourra s’affiner dans le temps en fonction des connaissances acquises » rappelle l'IRSN dans son guide.

## Origines
Elle peut avoir plusieurs origines. Il s'agit surtout de :
- tritium 3H ;
- carbone-14 14C ;
- cobalt-60 60Co ;
- strontium-90 90Sr avec son descendant (90Y) ;
- césium-137 137Cs avec son descendant (137mBa) ;
- américium 241 241Am
- radionucléides de la famille du thorium 232 : 232Th, 228Ra, 228Ac, 228Th, 224Ra, 220Rn, 216Po, 212Pb, 212Bi, 208Tl et 212Po ;
- radionucléides de la famille de l’uranium 238, dont notamment radium 226 226Ra et ses descendants : 222Rn, 218Po, 214Pb, 214Bi, 214Po, 210Pb, 210Bi, 210Po.

Origines des polluants et contaminants radioactifs :
- Naturelle (ex. : radon)
- Industrielle (« activités nucléaires », en France définies par le code de la santé publique (L1333-1), ou activités impliquant la « radioactivité naturelle renforcée » (voir arrêté du 25 mai 2005[3]) :
  - pour la production d'électricité nucléaire, il y a pollution lors de la production d'électricité, à la suite du dysfonctionnement d'une centrale, lors du retraitement des déchets, lors du stockage des déchets radioactifs
  - dans le domaine médical qui crée également un certain nombre de déchets radioactifs
  - dans un certain nombre d'industries créatrices de déchets radioactifs (autres que la production d'électricité)
  - autres
- Militaire : notamment lors d'essais de bombes atomiques qui ont été pendant longtemps faits en altitude, mais aussi par les épaves de chars laissées dans le désert après avoir été détruits par la fusion eutectique des obus à uranium appauvri, la pollution en mer par le rejet des bidons radioactifs ainsi que les sous-marins nucléaires épaves, russes, américaines et autres.
- Médicale à recherche : l'utilisation de substances radioactives pour des examens médicaux ou biologiques (ex: scintigraphie) pourrait contaminer les eaux via les urines des patients, provoquant une variation faible mais sensible de la radioactivité mesurée ;
- Accidentelle : lors d'accidents nucléaires comme ceux de Tchernobyl ou Fukushima, un certain nombre d'éléments radioactifs peuvent se disperser dans l'atmosphère, les nuages (ex : Nuage de Tchernobyl) et/ou le sol et/ou le réseau hydrographique (fleuves, nappes phréatiques, retomber en dépôt sec ou humide via les pluies, neiges, brumes[4], etc.).

## Diagnostic
Il est nécessaire pour évaluer la gravité de la pollution, les solutions possibles, le plan d'action et un éventuel plan de suivi dans le temps ; Il doit être orienté en fonction de la pollution avérée et/ou suspectée. Il doit être exhaustif et porter sur des zones d'intérêt (« zone sur laquelle la présence d’une pollution est avérée ou suspectée ») et sur un périmètre plus large, mais « adéquat » (L'IRSN rappelle dans son guide que « le retour d’expérience montre en effet que lorsque la phase de diagnostic est menée avec une exigence d’exhaustivité insuffisante, elle conduit fréquemment à une analyse lacunaire des situations et à l’adoption de décisions inadaptées »).
Il se fait sur trois bases :
- un état de référence (le site tel qu'il devrait être). C'est sur cette base que sera établi l'Objectif qualitatif de restauration ; un projet de dépollution de site radioactif peut seulement viser à respecter une norme minimale, ou plus "proactivement" viser à retrouver le bon état écologique (théoriquement obligatoire en Europe pour la qualité de l'eau, de par la directive cadre sur l'eau (avant 2015, sauf dérogation)). L'objectif de « bonne qualité » est généralement « calé » sur un état de référence ou "milieu de référence" (« Environnement considéré comme n’étant pas affecté par les activités du site étudié, mais situé dans la même zone géographique et dont les caractéristiques (géologiques, hydrogéologiques, climatiques…) sont similaires à celles du site pollué. L’analyse comparative de ces deux situations doit permettre de distinguer les pollutions attribuables au site, des pollutions anthropiques n’impliquant pas le site et des substances naturellement présentes dans les milieux ».)[2]. Ce dernier doit parfois être modélisé à partir d'études de l'écopotentialité du site (qui précise ce qui « devrait être » en matière de richesse et d'état de la faune, flore, fonge et des écosystèmes). Dans la réalité, en zone historiquement anthropisée ou touchée par des retombées radioactives, il est parfois difficile de différencier les pollutions anthropiques du fond pédogéochimique naturel (en réalité contaminé par exemple par des apports en engrais et/ou les retombées d'exploitations minières, d'essais nucléaires, puis des centrales, des centres de retraitement, de Tchernobyl, de Fukushima, etc.). Souvent on recherche la teneur de référence en uranium 238 et thorium 232[2] ; « Les efforts de caractérisation de l’environnement témoin doivent être menés de manière à définir une valeur ou un intervalle de valeurs de référence par grandeur physique étudiée (débit d’équivalent de dose, activité volumique des différents radionucléides d’intérêt dans les eaux, activité massique de ces mêmes radionucléides dans les sols, les végétaux…) »[2] ;
- étude documentaire (historique du site, contexte biogéopédologique, occupation, projets d'aménagement, importance patrimoniale, dont pour l'environnement et la trame verte et bleue…). Elle permet de poser des hypothèses sur la nature, l'importance et la localisation ou cinétique des contaminants ; Elle comprend nécessairement une « étude historique » et permet une première étude de vulnérabilité ; Outre BASIAS et BASOL, il est utile de consulter l'inventaire national des matières et déchets radioactifs, la base de données Mimausa (anciens sites miniers d’uranium en France) et, recommande l'IRSN, l'étude sur la radioactivité naturelle renforcée produite par l'ONG Robin des bois, ainsi que le réseau national de mesure de la radioactivité de l’environnement (RNMRE[5], pour les données post-2009) et toutes autres données ou sources localement disponibles.
- investigations de terrain (observations in situ) avec recherche d'indices de pollution, avec échantillonnages pour analyse quantitative et qualitative de la pollution. Il s'agit de préciser l'étendue de la pollution et la cinétique des polluants (ce qui implique une analyse fine des « facteurs de transferts de polluants » ;
- établissement d'un état de la situation (schéma conceptuel) sur la base de l'évaluation globale des risques et des dangers. En France, la doctrine retenue depuis les années 1990, veut que l'interprétation de l’état des milieux et le diagnostic doit fournir « les éléments permettant d’évaluer la compatibilité entre le niveau de pollution et les usages constatés ». On peut alors produire un « Modèle de fonctionnement » défini en France comme « Schéma conceptuel intégrant les résultats de la surveillance des pollutions résiduelles lorsqu’un plan de gestion est mis en œuvre sur le site. Il permet ainsi de passer de l’état des lieux « statique » à une vision évolutive et dynamique de la gestion mise en place »[6].
- cartographie des risques et danger (cartes de surface et tridimensionnelle) avec éventuellement modélisation du « panache de pollution » et de sa cinétique[7] et modélisation des retombées (au vu notamment des données météorologiques, en tenant compte des vents, mais aussi des pluies qui lessivent les particules de l'air en les rabattant au sol ou en mer[8].

L'IRSN recommande que le diagnostic fasse l'objet, chemin faisant d'une « information continue et adaptée des différentes parties prenantes ».
- calculs d'exposition (directe et indirecte, par contact, ingestion ou inhalation), avec comparaison aux « valeurs limites » (OMS, normes nationales, règlement Euratom[9], Codex alimentarius… Attention certaines normes sont plus « dures » (pour les nourrissons ou femmes enceintes) ou plus « laxistes » (en cas d'accident nucléaire)[2] ;
- Mesure et évaluation de la radioactivité dans le réseau trophique et plus spécifiquement dans la chaîne alimentaire aboutissant aux aliments consommés par l'Homme (dont gibier, poissons et champignons qui peuvent fortement bioconcentrer certains radionucléides).

Les niveaux de contamination des produits situés en bas de chaîne alimentaire sont généralement faiblement contaminé, nécessitant d'adapter la quantité analysée et d'utiliser les méthodes analytiques les plus sensibles pour les polluants considérés.
Ce travail permet aussi de prévoir les conditions d'un chantier, afin que ce chantier ne contribue pas lui-même à exposer au risque ou à diffuser des radionucléides dans l'environnement.
Après une première phase de diagnostic, « la définition des options de réaménagement et des objectifs d’assainissement associés peut conduire à engager de nouvelles phases de diagnostic, prenant généralement la forme d’investigations complémentaires. La démarche de diagnostic devient alors itérative ».

## Toxicologie
La nocivité pour l'homme de la pollution radioactive est due au fait que les radioéléments ont une durée de vie plus ou moins longue et se désintègrent en émettant des rayonnements dangereux.
Lorsque des radio-éléments sont fixés sur ou à l'intérieur du corps humain, ils peuvent être dangereux même si la quantité totale de rayonnements émis est relativement faible, car ils atteignent les cellules environnantes de manière très concentrée, pouvant créer des tumeurs (Cf. caractère mutagène des radiations).
Le corps humain peut être amené à fixer des radio-éléments de plusieurs manières :
- par contact et fixation sur la peau, les cheveux ou dans une blessure ouverte ;
- Par inhalation, lors du processus de respiration : par exemple si des particules de gaz radon se désintègrent alors qu'elles sont dans les poumons, elles se transforment en élément lourds qui se fixent, et continuent leur "vie radioactive" et leurs émissions nocives jusqu'à leur fin de vie.
- Par ingestion via l'alimentation ou la boisson : Par exemple : si un sol est contaminé par une pollution radioactive, les végétaux ou champignons qui y poussent et les animaux mangeant ces organismes courent le risque d'une contamination radioactive (avec éventuelle bioaccumulation). Certains organismes sont particulièrement radio-accumulants : lavande ou champignon par exemple. Certains organes sont aussi plus radio-sensibles : par exemple, la thyroïde fixe l'iode, (iode 131). C'est pourquoi, en cas de contamination radioactive, on distribue des pastilles d'iode stable (et naturellement non-radioactif) à la population avant l’exposition ou l’inhalation de fumées. L’iode stable, se fixe ainsi sur la thyroïde et la « sature » ; empêchant l'iode 131 radioactif de s'y fixer et/ou accumuler.

Via le transport par l'eau ou l'air ou la circulation de gibier ou d'aliments contaminés, certains effets peuvent être « différés » dans l'espace ou dans le temps, par exemple l'apparition d'une augmentation des cas d'hypothyroïdisme a été constaté près d'industries manipulant des produits radioactifs, mais aussi après la catastrophe de Tchernobyl, ou à la suite des essais nucléaires atmosphériques et notamment pour la thyroïde,, le fœtus pouvant aussi être exposé in utero,.
Plus récemment, selon une étude publiée en 2013, les résultats d'un test-diagnostic de l'hypothyroïdie systématiquement pratiqué chez les nouveau-nés de Californie depuis plusieurs années (mesure de la TSH), montrent (en additionnant les cas limites et les cas confirmés d’hypothyroïdie à la naissance) que le taux de bébés concernés par une anomalie hormono-thyroïdienne a été multiplié par 7 dans les 9 mois et demie qui ont suivi le passage du nuage radioactif de Fukushima au-dessus des États-Unis au printemps 2011 (et dont la mère a donc pu être exposés à des retombées durant la grossesse) ; 4670 cas ont été détectés en quelques mois en Californie après le passage du nuage,. La Californie faisait partie des États où une augmentation de la radioactivité bêta avait été observée (décuplement environ par rapport à la normale). Les auteurs n'ont pu trouver aucune autre explication à cette hausse des cas d'hypothyroïdie du nourrisson. Ces derniers estiment qu'au regard de la sensibilité du fœtus et de l'enfant à l'exposition aux rayonnements, « une analyse plus approfondie du potentiel de Fukushima à causer des effets néfastes sur la santé des nouveau-nés est nécessaire » notamment parce que la bonne construction du cerveau dépend des hormones et du système thyroïdiens.

## Action de protection de la population et de l'environnement proche
Elles se font souvent en deux temps, avec :
- la distribution de pilules d'iode stable
- de premières actions de mise en sécurité (réduction de l'exposition par l'information, la pose de clôture, le contrôle des accès au site, et éventuellement avec restriction ou interdiction de pêche, chasse, cueillette de champignons et culture/pâturage, baignade, jardinage, irrigation, utilisation d'eau de puits, etc.) Si des risques d'envol de poussières existent, un bâchage du sol est possible, de même qu'un rabattement de nappe peut parfois protéger la ressource en eau. L'inertage du sol ou une phytostabilisation peuvent aussi limiter la lixiviation ou l'envol de particules. L'évacuation ou mise en sécurité transitoire de sols ou objets radiocontaminés sont parfois possibles ou nécessaires (avec l'ANDRA en France) ;
- Décontamination des sols, et le cas échéant décontamination de la radioactivité dans le milieu et l'écosystème.

## En France
- En termes d'information environnementale, deux premières bases de données publiques d'inventaire ont été BASOL (sites faisant l’objet de mesures de gestion)[22] et BASIAS (sites ayant autrefois accueilli une activité industrielle ou de service à risque)[23]. Dans les années 1990, des outils et objectifs d'évaluation affinée et de hiérarchisation ont accompagné l'émergence d'une politique de gestion des sites et sols pollués, souvent selon leur destination future ou leur usage actuel[24].
- Un guide publié en 2001 (Guide méthodologique de gestion des sites industriels potentiellement contaminés par des substances radioactives) et mis à jour en 2008[25] et en 2011 aide l'action des parties prenantes.

## En Canada
- En termes d'informations environnementales, le gouvernement Canadien publie la plupart de ces informations sur son site web Canada.ca.
- D'autres informations peuvent être trouvées au niveau provincial, par exemple la CEAEQ publie des documents comme .